# Asami Abe
Asami Abe (jap. 安倍麻美 Abe Asami; ur. 27 lutego 1985 w Muroranie w prefekturze Hokkaido) - japońska piosenkarka J-popowa. Młodsza siostra piosenkarki Natsumi Abe. 
Asami swoją karierę zaczynała w CMs przy promowaniu Nintendo Game Cube. W maju 2007 zajęła miejsce Tsuji Nozomi w zespole Gyaruru.

## Albumy
| # | Tytuł    | Data wydania |
| - | -------- | ------------ |
| 1 | Wishes   | [2003.11.05] |
| 2 | 4 colors | [2004.12.01] |

## Single
| # | Tytuł                                                   | Data wydania |
| - | ------------------------------------------------------- | ------------ |
| 1 | Riyuu (理由; Reason)                                    | [2003.03.26] |
| 2 | Our Song                                                | [2003.07.02] |
| 3 | Kimi wo Tsureteiku (きみをつれていく; Accompanying You) | [2003.10.08] |
| 4 | Sotsugyou (卒業; Graduation)                            | [2004.01.28] |
| 5 | Jounetsu Setsuna (情熱セツナ; Passionate Moment)        | [2004.08.04] |
| 6 | Everyday                                                | [2004.11.03] |

## DvD
| # | Tytuł                       | Data wydania |
| - | --------------------------- | ------------ |
| 1 | A girl ~I wish upon a song~ | [2003.12.17] |
| 2 | ASAMIX!                     | [2004.04.07] |
| 3 | SWEET HEAVEN                | [2004.12.01] |

## Książki
| # | Tytuł                      | Data wydania |
| - | -------------------------- | ------------ |
| 1 | Baka Mitai. (バカみたい。) | [2005.11.24] |

## Filmografia
| # | Tytuł                                                                                 | Data wydania |
| - | ------------------------------------------------------------------------------------- | ------------ |
| 1 | Kamen Rider Hibiki to Shichinin no Senki (Masked Rider Hibiki and the seven war gods) | [2005.09.03] |
| 2 | Money Draw (お金の引くこと)                                                           | [2005.09.22] |
| 3 | Hole in One Joshi Golfer Chiharu (ホールインワン ～女子ゴルファー千春)                | [2005.11.25] |

## TV Show
- - Shichinin no Onna Bengoshi 2 (TV Asahi, 2008, ep4)
  - Shigeshoshi (TV Tokyo, 2007)
  - HOTMAN 2 (TBS, 2004)
  - Minami-kun no Koibito 2004 (TV Asahi, 2004)
  - Chichi no Umi, Boku no Sora (NTV, 2004)